# Lux Mundi (album)
Lux Mundi – dziewiąty album studyjny szwajcarskiego zespołu metalowego Samael wydany 29 kwietnia 2011 roku przez Nuclear Blast Records. Jest to ostatni album z udziałem wieloletniego basisty Masa, który opuścił zespół w lutym 2015 roku. W 2019 roku album ten został ponownie nagrany i wydany przez Napalm Records. Do utworów "Luxferre" i "In Gold We Trust" nakręcono teledyski. Tytuł płyty w języku łacińskim oznacza "Światło świata".
Na tym albumie podobnie jak na poprzednim zespół zaczął łączyć industrial metal z black metalem. Jednak tutaj brzmienie było dużo cięższe niż na Above. Album ten okazał się dużym sukcesem i otrzymał wiele pozytywnych recenzji.

## Twórcy
- Vorph - wokal, gitara, teksty
- Makro - gitara
- Mas - gitara basowa
- Xy - automat perkusyjny, klawisze, muzyka

## Lista utworów[3]
1. "Luxferre" - 3:49
2. "Let My People Be" - 3:49
3. "Of War" - 3:41
4. "Antigod" - 4:04
5. "For a Thousand Years" - 4:55
6. "The Shadow of the Sword" - 3:49
7. "In the Deep" - 4:02
8. "Mother Night" - 4:18
9. "Pagan Trance" - 4:19
10. "In Gold We Trust" - 3:29
11. "Soul Invictus" - 4:18
12. "The Truth is Marching On" - 4:29

Autorem tekstów jest Vorph, muzykę napisał Xy.